# حليمة علي عدن
حليمة علي عدن ناشطة صومالية في مجال حقوق المرأة وخبيرة في موضوع تشويه الأعضاء التناسلية للإناث (FGM). وهي رئيسة مشاركة وطنية لمجموعة العمل المعنية بالعنف القائم على نوع الجنس (GBV) ومدير برنامج إنقاذ المرأة الصومالية والطفل (SSWC) ، وهي منظمة إنسانية غير ربحية مقرها الصومال.

## حياتها السابقة
ولدت حليمة ونشأت في مومباسا، كينيا. درست علوم الكمبيوتر في جامعة غرينتش في لندن حيث حصلت على درجة البكالوريوس. بعد حصولها على درجة الماجستير في دراسات التنمية ، عملت حليمة في البداية لمزود خدمة الإنترنت في كينيا.

## مهنتها
منذ عام 2014، عملت عدن في مؤسسة إنقاذ النساء والأطفال الصوماليين (SSWC) كمدير برنامج ورئيس مشارك لمجموعة عمل العنف القائم على النوع الاجتماعي (GBV). أُنشئت SSWC في عام 1992 في مقديشو من قبل نساء صوماليات، كانت أهدافهن إنشاء منظمة غير ربحية من شأنها أن تدعم الفتيات الصوماليات والنساء المهمشات ويواجهن العنف والفقر في مجتمعاتهن. واجه فريق عدن من العنف القائم على النوع الاجتماعي عقبات عديدة في سبيل تحقيق العدالة للضحايا الصوماليين للعنف ضد المرأة. إن النقص في ضباط الشرطة المدربين تدريباً كافياً للرد على حالات العنف الجنسي، وانخفاض عدد ضابطات الشرطة، وعدم الثقة في النظام القضائي الصومالي، والخوف من الانتقام من جانب الجناة، كل ذلك يمنع العديد من الضحايا من الإبلاغ عن جرائم العنف الجنسي. في عام 2014، قدمت حكومة المملكة المتحدة دعما للمنظمات الإنسانية غير الحكومية الصومالية، التمويل إلى SSWC والمنظمات الصومالية الأخرى في وسط جنوب الصومال كجزء من مليون جنيه إسترليني من إنفاق المملكة المتحدة على مشاريع لمنع العنف الجنسي في جميع أنحاء الصومال. بدأت الأموال مبدئيًا بتقديم الخدمات الأساسية للضحايا. «تركز المشاريع على التدريب وبناء القدرات بما في ذلك العاملين الصحيين، وتقديم الدعم النفسي الاجتماعي والقانوني والاقتصادي وزيادة الوعي من خلال التعليم.» تم استكمال التمويل من المملكة المتحدة بتمويل ودعم إضافي من صندوق الأمم المتحدة للسكان ومكتب المساعدة الخارجية للكوارث الأجنبية (OFDA / USAID) في عام 2015. وقد مكّن الدعم الدولي عدن وفريقها المعني بالعنف المبني على النوع الاجتماعي من توسيع برنامجها التنسيق مع مجموعات عمل أخرى تابعة لصندوق العنف ضد المرأة الصومالي وتوفير التدريب الإضافي لمنسقي العنف الجنسي في جنوب وسط البلاد ومنطقة بونت لاند الصومالية.